# Frederick Warburton

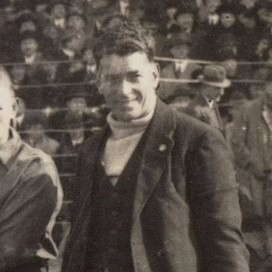
Frederick Warburton (1923).

Frederick ("Fred") Warburton (Sharples, Bolton, 8 augustus 1880 – Morecambe, 29 november 1948) was een Engels voetballer en bondscoach van het Nederlands voetbalelftal.
Hij begon in de jeugd bij Turton FC en speelde ook cricket bij de Turton Cricket Club. Via een stage kwam hij bij als aanvaller bij Bolton Wanderers FC waar hij eenmaal in het eerste team speelde. Via non-league club Bryn Central kwam hij bij Bury FC waar hij in twee seizoenen vijf doelpunten maakte in elf wedstrijden. In 1907 kwam Warburton bij Swindon Town FC (11 doelpunten, 27 wedstrijden). Vervolgens speelde hij voor Plymouth Argyle FC (1908/09), Accrington Stanley FC en Morecambe FC. Daarna ging hij in de bouw werken.
In 1912 was Warburton voor het eerst bondscoach van het Nederlands elftal. Hij verving toen voor één wedstrijd Edgar Chadwick. Tussen 1919 en 1923 was Warburton voor de tweede keer bondscoach. Met het Nederlands elftal won Warburton acht wedstrijden, speelde hij zes keer gelijk en verloor hij zeven keer. Hoogtepunt was het behalen van een bronzen medaille op de Olympische Spelen van 1920 in Antwerpen. In 1921 liet hij zich voor één wedstrijd als coach vervangen door Harry Waites. Warburton was ook trainer van A.F.C. (1910- maart 1911), USV Hercules (Utrecht) (maart 1911-1912) en H.V.V. (1912-1935). Hij trainde verder nog de cricketers van H.C.C. en speelde rond 1925 voor Cricket Touring Club de Flamingo's. In 1935 keerde hij na een belastinggeschil terug naar Engeland en was nog betrokken bij Morecambe FC. Zijn zoons Joe en George werden ook profvoetballer.
Tinus van Beurden · 
Arie Bieshaar · 
Koos Boerdam · 
Leo Bosschart · 
Evert Jan Bulder · 
Jaap Bulder · 
Jan van Dort · 
Harry Dénis · 
Ber Groosjohan · 
Felix von Heijden · 
Eb van der Kluft · 
Frits Kuipers · 
Evert van Linge · 
Herman Legger · 
Dick MacNeill · 
Jan de Natris · 
Piet Peereboom · 
Oscar van Rappard · 
Henk Steeman · 
Frans Tempel · 
Ben Verweij ·
Jan de Vries · 
Coach: Frederick Warburton